# Serra da Ouricana
Serra da Ouricana är kullar i Brasilien.   De ligger i delstaten Bahia, i den östra delen av landet, 900 km öster om huvudstaden Brasília.
Omgivningarna runt Serra da Ouricana är huvudsakligen savann. Runt Serra da Ouricana är det ganska glesbefolkat, med 28 invånare per kvadratkilometer.